# Combe Capelle

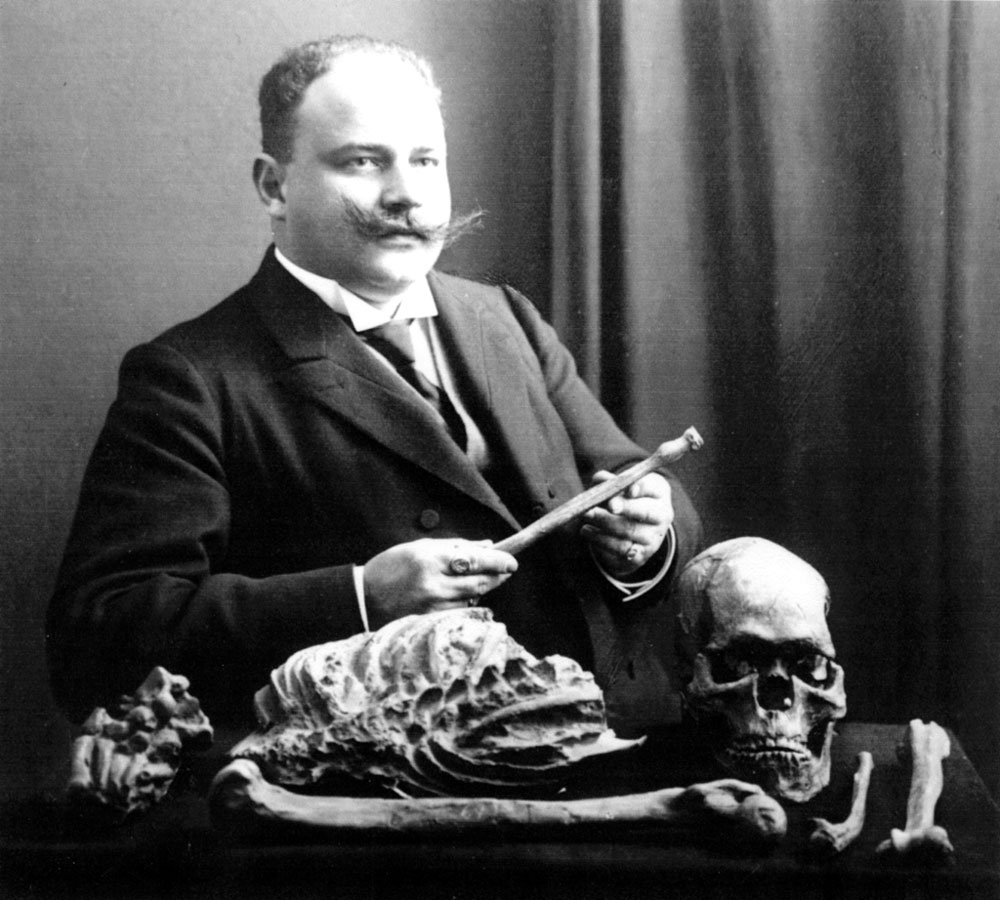
Otto Hauser con los fósiles de Combe Capelle (1909).

Combe Capelle es un sitio arqueológico y paleoantropológico de épocas paleolítica y epipaleolítica situado en el valle del Couze en la región del Périgord del sur de Francia.

## Yacimiento
En 1909 el marchante de arte e investigador prehistórico Otto Hauser alquiló unos terrenos con la intención de excavar en busca de lo que Michel-Antoine Landesque había descrito en 1885. El 26 de agosto encontraron un enterramiento completo. En 1910 publicó la descripción del, que creían, un hombre paleolítico.
Henri-Marc Ami llevó a cabo excavaciones desde finales de 1920 hasta su muerte en 1931.
Las excavaciones de Combe Capelle se centraron en cuatro sitios conocidos como: Roc de Combe-Capelle, Haut de Combe-Capelle (también llamado Abri Peyrony), Combe Capelle-Bas y la meseta de Ruffet.
El famoso Homo sapiens de Combe Capelle fue durante mucho tiempo considerado como un hombre Cro-Magnon paleolítico y uno de los hallazgos más antiguos de humanos modernos en Europa. Sin embargo, en 2011 el colágeno de un diente del cráneo conservado en Berlín fue fechado con acelerador de espectrometría de masas a una edad de solo 7575 años antes de Cristo. En consecuencia, era claramente un hombre del Epipaleolítico (Holoceno).